# Conrado Miranda
Conrado Miranda   (San Vicente, 14 d'octubre de 1928 - San Salvador, 13 d'octubre de 2021) fou un futbolista salvadorenc de la dècada de 1950.
Fou 54 cops internacional amb la selecció del Salvador.
Pel que fa a clubs, destacà a Uruguay de Coronado
Trajectòria com a entrenador:
- 1955-1957: Marte Quezaltepeque
- 1959-1961: Águila
- 1961:  El Salvador
- 1962: UES
- ?: Quequeisque FC
- 1967: Alianza
- 1971:  El Salvador
- 1975:  El Salvador
- 1975-1978: Águila
- 1962: Atlante
- 1986-1987: Once Municipal
- 1989:  El Salvador
- 1989: Cojutepeque
- 1993-1995: El Roble
- ?: Tiburones